# Eugeniusz Abrahamowicz
Eugeniusz Abrahamowicz (Polónia, Século XVIII) foi um estadista e publicista polaco do século XVIII, foi um partidário e grande apoiante da reforma polaca. Nos anos de 1891-1905 ele era um membro do parlamento austríaco, e era um porta-voz dos interesses dos proprietários de terras em Lviv.